# Fogg Horne Pond
Der Fogg Horne Pond ist ein kleiner See an der Scott-Küste des ostantarktischen Viktorialands. Er liegt am nördlichen Ausläufer der Brown-Halbinsel.
S. J. de Mora von der University of Auckland benannte ihn 1987 nach dem britischen Biologen Gordon Elliott Fogg (1919–2005) und dessen US-amerikanischem Pendant Alexander J. Horne, welche die Stickstofffixierung erforscht hatten. Stickstofffixierende Organismen wurden im See gefunden.